# Rock català
| Rock català |
| --- |
| Affischer med olika grupper inom rock català. - Snäv betydelse – katalanskspråkig rockmusik runt början av 1990-talet - Vid betydelse – katalanskspråkig rock och pop - Bakgrund – cirka 1980 - Exempel – Sopa de Cabra, Sau och Els Pets (tidigare år), Gossos, Manel, Els Catarres och Txarango (senare år) |

Rock català (katalanska: 'katalansk rockmusik') är en etikett för hela eller delar av den katalanskspråkiga populärmusikproduktionen. Främst betecknar den musik, artister och grupper under åren 1985–2000, en tid då populärmusik bidrog till att forma och etablera en modern katalansk identitet i och kring Katalonien. Trots namnet inkluderar begreppet rock català även popmusik.
Benämningen rock català hänför sig inte minst till en gruppering av rockband från slutet av 1970-talet och ett par årtionden framåt. De började sjunga populärmusik som dessförinnan bara framförts på språk som spanska eller engelska. Några av de mer framgångsrika banden är/var Sopa de Cabra, Sau och Els Pets; tillsammans med Sangtraït deltog de 14 juni 1991 i en stor inomhuskonsert i Palau Sant Jordi (i Barcelona) som ofta ses som kulmen i denna musikvåg och kulturströmning.

## Historik

### Tidiga år
Begreppet rock català började bli allmänt känt under 1970-talet, bland annat i samband med spelningar i den dåvarande konsertsalen Zeleste och rörelsen música laietana. Här framträdde namn som Pau Riba, Jaume Sisa, Om, Oriol Tramvia, Companyia Elèctrica Dharma, Grec och Atila, tillsammans med grupper som sjöng på engelska (bland annat Maquina! och Pan & Regaliz). År 1975 arrangerades här den första av fyra upplagor av rockfestivalen Canet Rock, med årliga festivaler fram till 1978.

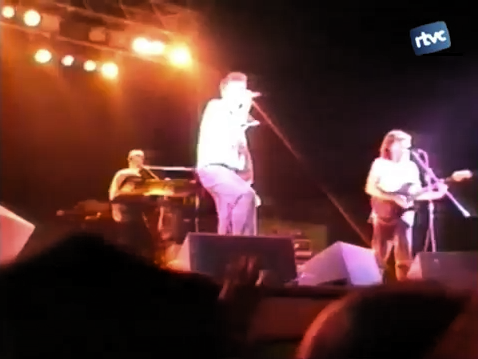
Sau ledde rock català-vågen i början av 1990-talet.

Den tidiga katalanska rockkulturen växte fram ur nova cançó och med kopplingar till den folkrock-inspirerade musikergrupperingen Grup de Folk. Bland de mest rock-mässiga av artisterna var Pau Riba och fusion-kollektivet Companyia Elèctrica Dharma. Den första punklåten på katalanska producerades av en grupp från Barcelonatrakten. Låten var "Ciutat podrida" ('rutten stad') av La Banda Trapera del Río.
I början av 1980-talet började den spanskspråkiga movida madrileña (där Mecano blev mest framgångsrik) ta över de spanska topplistorna. Samtidigt representerades katalanskspråkig rock av grupper som Duble Buble, N'Gai N'Gai, La Madam och Detectors.

### Det sena 1980-talet
Under 1980- och början av 1990-talet utvecklades fenomenet rock català med grupper och artister inom rockmusik och besläktade genrer. Några av de mer kända nya banden bar namn som Sopa de Cabra, Sau, Sangtraït, Lax'n'Busto, Els Pets, Obrint Pas, Whiskyn's, Brams, La Gossa Sorda och Gossos. De här grupperna fick både social och kommersiell betydelse, genom att de synliggjorde och populariserade katalanska som kulturyttring för den nya generationen ungdomar. Dessa var efter Francos död och under den spanska transitionen de första sedan 1930-talet som gått i katalanskspråkig skola, och i slutet av 1980-talet var de också mogna för att upptäcka modern musik på regionspråket.
| Sau med den karismatiske frontmannen Carles Sabater var ett av de stora dragplåstren inom rock català i början av 1990-talet. |  | Sau med den karismatiske frontmannen Carles Sabater var ett av de stora dragplåstren inom rock català i början av 1990-talet. |
| Sau med den karismatiske frontmannen Carles Sabater var ett av de stora dragplåstren inom rock català i början av 1990-talet. |  | |

De viktigaste grupperna i den klassiska vågen av rock català-grupper kom inte från huvudstaden Barcelona – även om det var där de stora konsertscenerna fanns. Många av grupperna riktade in sig på poprock, vilket låg en bit från tidigare generationers "progressiva" och politiska ställningstaganden. Sopa de Cabra slog igenom 1989, och nästan samtidigt blev Sau, Els Pets, Lax'n'Busto och Sangtraït stora namn på den växande katalanska musikscenen. De framträdde på arenor och andra större scener och åkte på stora Katalonien-turnéer, där de drog nytta av den långa katalanska sommarfestivalsäsongen.

### Sant Jordi-konserten 1991
Den stora "vågen" inom rock català kom i början av 1990-talet, i samband med att ett antal grupper gjorde välbesökta arenakonserter och festivalframträdanden på orter runt om i de katalanskspråkiga regionerna. Den kanske viktigaste musikhändelsen kopplad till rock català skedde 14 juni 1991, i det då nybyggda Palau Sant Jordi. Det var en gemensam konsert för fyra av de då största katalanska grupperna – Sopa de Cabra, Sau, Sangtraït och Els Pets. Med 22 000 betalda biljetter blev evenemanget – som också sändes på regional-TV-kanalen TV3 – dessutom europarekord för en inomhuskonsert.
Sopa de Cabra var Girona och spelade musik inspirerad av Rolling Stones och Bruce Springsteen. Man hade bildats fem år tidigare och leddes av sångaren Gerard Quintana. Sau sattes samman 1987 och centrerades främst kring gitarristen och låtskrivaren Pep Sala (från Osona) och Barcelona-födde Carles Sabater. Saus största framgång blev dock popballaden "Boig per tu". Sangtraït hade bildats 1982 i Empordà, och dess musik karaktäriserades av hårdrock. Från Tarragona kom Els Pets, som från starten leddes av låtskrivaren och sångaren Lluís Gavaldà. Gruppen lanserade sin egen variant av poprock som de kallade för rock agrícula ("bonnarock").

### Resten av 1990-talet
I början av 1990-talet utvecklades rock català till ett socialt fenomen. De största grupperna sålde tiotusentals ex av albumen, och även nationella spanska (liksom vissa internationella) skivbolag började bli intresserade. Turnéer genomfördes, främst runt om i Katalonien och i resten av det till stora delar katalanskspråkiga östra Spanien. Gruppledare som Sabater, Quintana och Gavaldà blev ungdomsidoler i stil med stora artistnamn från den internationella, engelskspråkiga musikscenen.
Som en följd av det ökande intresset för katalanskspråkig musik föddes tidningen Enderrock 1993. Man riktade in sig på katalanskspråkig (pop)musik och gav i förlängningen upphov till ett tidningsförlag, med andra tidningar om andra musikgenrer.
Till många av tiden stora musikevenemang bidrog Den katalanska regionregeringen med viktigt finansiellt stöd och marknadsföring. Många av artisterna och stora delar av publiken var eller skulle komma att bli uttalat katalanistiska, och på konserterna syntes katalanistiska symboler både på läktarplats och i gruppernas logotyper (exempel på det senare finns hos Sau, Brams och Valencia-baserade gruppen Obrint Pas).

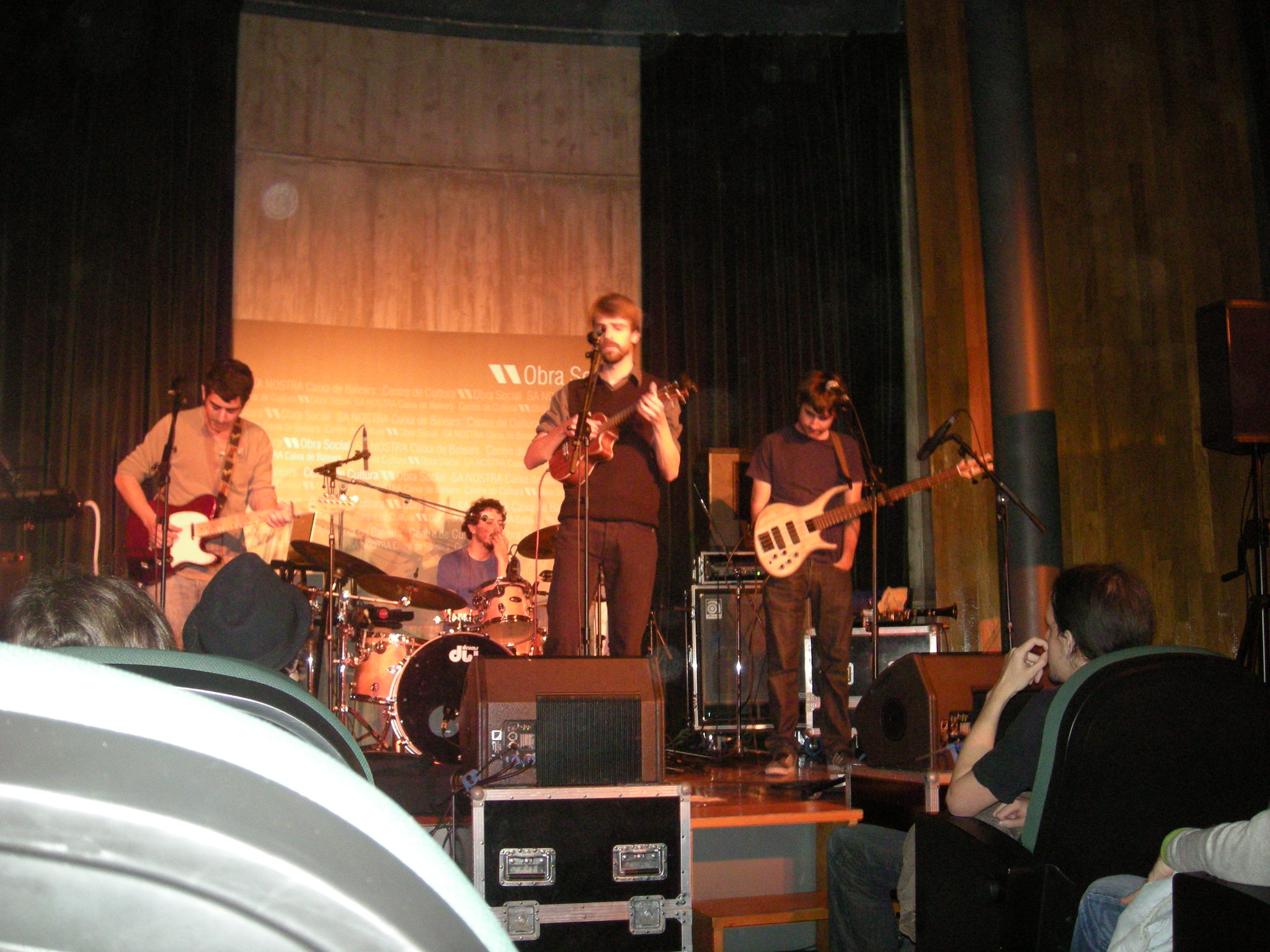
Manel var en av de nya grupperna under 00-talet.

Under dessa tidiga år var skivbolag som Picap och Discmedi (med ursprung på Mallorca) de viktigaste katalanska musikutgivarna. Därefter (från 1995) tillkom bland andra det Girona-baserade bolaget Música Global samt Barcelona-bolaget Satélite K.

### 00-talet, katalanska eller inte
I början av 00-talet var det fortfarande ovanligt med artister och grupper som sjöng på katalanska, något som hos musikpubliken kunde ses som underligt och pretentiöst. Under decenniet lanserades dock ett antal grupper – inklusive Manel och Mishima – som bidrog till att öka utbudet av katalansk pop och rock och göra katalansk sång mer "normal". En del katalanskspråkiga artister anser också att låtskrivande på ens eget modersmål gör texten mer realistisk och personlig. Trots det har spanska och engelska även fortsättningsvis varit de mest använda musikspråken på många av de största musikfestivalerna i Katalonien.
Åren kring 2010 var en produktiv period med ett många nya skivartister och stor uppmärksamhet kring den katalanskspråkiga musiken. Bland de nya namnen fanns singer-songwriters som Mazoni, Sanjosex och Anna Roig, liksom grupper som Els Catarres, Txarango, Blaumut och La Iaia.
Under perioden har flera artister aktivt valt bort spanska som sångspråk till förmån för katalanska. Sångerskan Beth (som inlett karriären på spanska och därefter sjungit på engelska) och gruppen Màia tillhör denna grupp. Poprockgruppen Bizarre lanserade sig 2006 på spanska, men insjungningar av deras singellåtar på katalanska blev minst lika uppmärksammade. Alla tre har senare splittrats eller varit inaktiva som skivartister – sedan 2013, 2018 respektive 2011. Beth återkom dock 2021 med ett främst spanskspråkigt album.

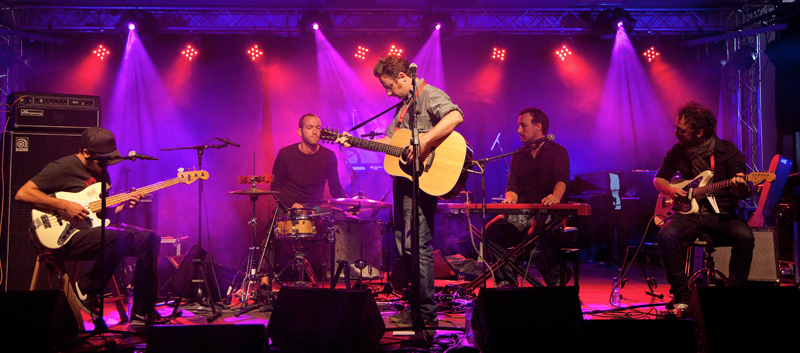
Mishima på Mercat Música Viva de Vic 2009.

Valet av katalanska som musikspråk är dock fortfarande ett stort handikapp, om man vill försöka nå en publik utanför de katalanskspråkiga områdena i östra Spanien. Det har gjort att få katalanska popartister kunnat försörja sig på sin musik. Även framgångsrika grupper som Mishima, som växte fram ur den lokala indiepopkulturen till att kunna fylla stora konsertsalar, var tvungna att kombinera musik med civila yrken.

### 10-talet, festivaler
Under 00-talet ökade mängden katalanskspråkiga musikalbum (i alla genrer) kraftigt, efter en nedgång i slutet av 1990-talet. Samtidigt minskade mängden storsäljande artister; 2005 nådde endast tre musikalbum från de katalanskspråkiga regionerna guldskivestatus, mot 13 guldskivor två år tidigare. Ingen av de katalanskspråkiga albumen nådde dock över 20 000 exemplar i försäljning.
CD-försäljningen har på senare år minskat i betydelse, och annan digital försäljning har inte fullt ut ersatt det tappet – varken i Katalonien eller internationellt. För nutida katalansk rockmusik spelar konserter i allmänhet och de mångtaliga musikfestivalerna i synnerhet en stor roll för den regionala musikindustrin. 2016 var 38 procent av deltagarna på musikfestivalerna i regionen katalanska musiker; 25 av dessa 38 procentenheter sjöng på katalanska, resten på annat språk (oftast spanska).
Den lilla katalanskspråkiga marknaden, parat med senare års globala nedgång i skivförsäljningen, har gjort det svårt att kunna livnära sig som katalanskspråkig musiker. Även framgångsrika grupper som Gossos fick under 00-talet allt mindre inkomster, trots kompletterande intäkter från en mängd konserter. Ointresset för katalanskspråkig musik utanför det katalanskspråkiga området i östra Spanien är dock kompakt, delvis på grund av en dålig kännedom om språket. Samtidigt är de "katalanskspråkiga" områdena i östra Spanien i praktiken tvåspråkiga, med en stor del av musiklyssnandet riktat mot spanskspråkig musik.
Variationen i det katalanskspråkiga utbudet var trots ovanstående utveckling – och trots den pågående ekonomiska krisen i Spanien – i början av 2010-talet kanske större än någonsin.
Den stora katalanska musikfestivalscenen har under 2010-talet präglats av nya grupper som Els Catarres och Txarango. Dessa har bidragit till en våg under 2010-talet av musikgrupper med liknande musik, löst etiketterad som "festmusik" (música festiva) och karakteriserad av influenser från fusionsmusik, karibisk musik och liknande.
2016 dominerades det katalanskspråkiga musiklyssnandet via Spotify av låtar från främst Manel, Txarango och Els Catarres.

### Nya influenser

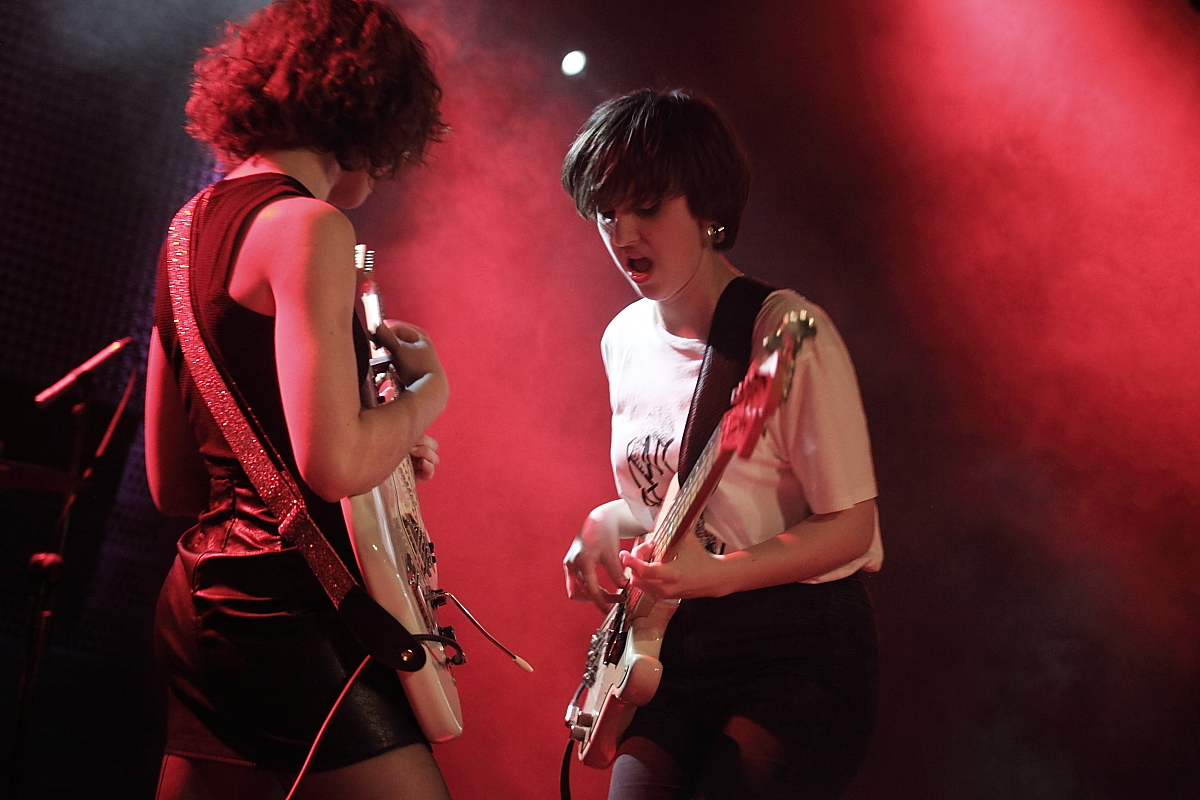
The Crab Apples, på scen 2017.

Under 2010-talet har ett antal unga katalanska sångerskor lanserat sig med sång på engelska och via influenser från brittiska sångstilar. De inkluderar Paula Valls (soulfluerad), Pavvla (artistnamn för Paula Jornet, som studerat musik i Brighton) och Núria Graham (med irländsk far).
Även Carla Gimeno, sångerska i The Crab Apples (med ofta engelskspråkig musik sedan 2016, senare på spanska), har uppmärksammats för sin kraftfulla engelska röst.

## Betydelse och minne
I början av 1990-talet var rock català en folkrörelse, som bidrog till att engagera och skapa en modern katalansk(språkig) identitet. Under dessa år arrangerades flera stora rockkonserter, och sommar-OS 1992 satte också Barcelona och Katalonien på den internationella kartan.
2006 hade filmen Rock&Cat, regisserad av Jordi Roigé, premiär. Denna musikaliska dokumentär beskriver tiden i början av 1990-talet via ett antal då stora grupper. I oktober 2016 arrangerades en stor minneskonsert i Barcelona, 25 år efter 1991 års historiska konsert i Palau Sant Jordi.

## Historiska händelser
Nedan listas ett antal viktiga musikhändelser under de 15 (genombrotts)åren med rock català 1985–2000:
- 1985-12-24 – Första konserten med Els Pets.
- 1987-07-23 – Konsertlokalen Zeleste byter adress, till Carrer Almogàvers i Barcelona.
- 1987-10-31 – Första konserten med Sau, i Les Tallades.
- 1989-11-06 – Programmet Catacrac börjar sändas på Catalunya Ràdio, med Sílvia Tarragona och Xavi Abad som programledare.
- 1991-01-22 – Första konserten med Sopa de Cabra på konsertlokalen Zeleste, med inspelning av livealbumet Ben endins (Salseta Discos, 1991).
- 1991-05-16 – El País-bilagan "Quadern" publicerar den första "Cop de rock", med två uppslag varje vecka tillägnade rock català. Tre dagar senare börjar Ràdio Barcelona ett program med samma namn (lett av Jordi Casoliva).
- 1991-06-14 – Den stora konserten i Palau Sant Jordi med Sopa de Cabra, Sau, Sangtraït och Els Pets.
- 1991-06-22 – Festivalen "Rock'n'Reus", med Sopa de Cabra, Lax'n'Busto, Bars, Els Pets, Sau, Tancat per Defunció, Tradivàrius, Detectors och Nats.
- 1991-10-17 – Evenemanget "Cop de Rock" La Farga, L'Hospitalet de Llobregat.
- 1992-04-04 – Programmet Zona V, presenterat av Xavi Abad, börjar sändas på TV3.
- 1992-04-11 – Första upplagan av festivalen "Tirant de Rock" i Valencia, med Sau, Sangtraït, Els Pets, Kartutx och 4.000 Som Prou.
- 1992-07-09 – "Concert de Mitjanit" med Sau i tjurfäktningsarenan La Monumental.
- 1993-04-23 – Första numret av musiktidningen Enderrock, med Sangtraït på omslaget.
- 1994-11-02 – Första numret av "Rock & Clàssic", veckobilaga i dagstidningen Avui.
- 1999-02-13 – Carles Sabater, sångare i Sau, avlider efter en spelning i Vilafranca del Penedès. Två månader senare (25 april), dör Marc Grau, en av de ansvariga för rock català-soundet.